# Escassetat d'aigua a l'Àfrica

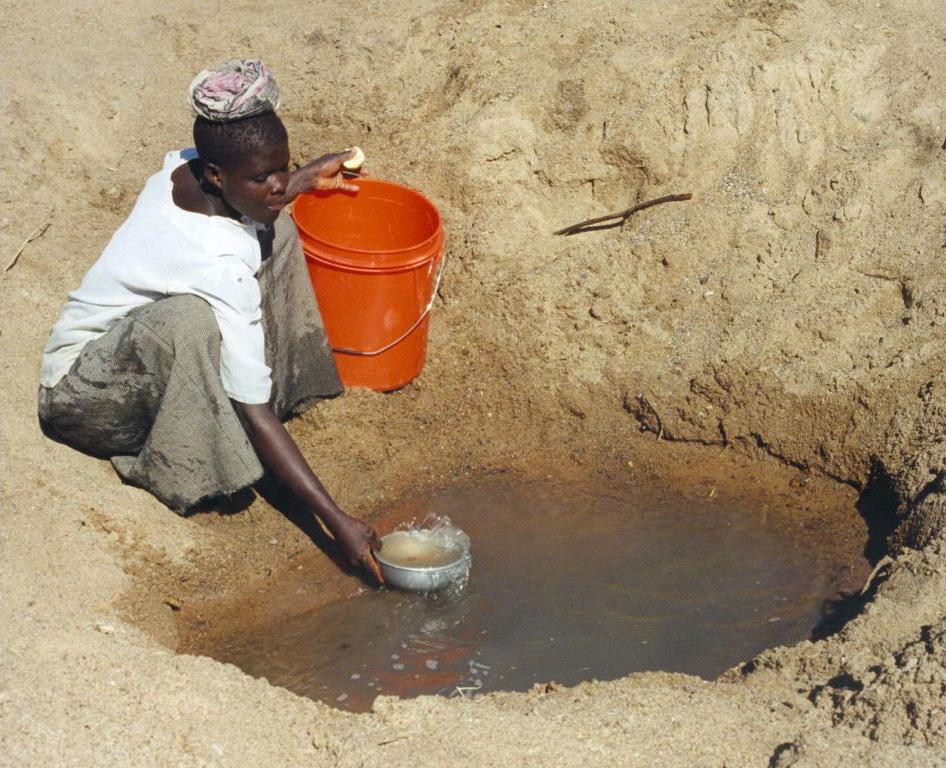
Font d’aigua del poble de Mwamanongu, Tanzània. Al districte de Meatu, a la regió de Shinyanga, l’aigua sol privindre de forats oberts excavats a la sorra dels llits de rius secs i està contaminada.

Les principals causes de l’escassetat d’aigua a l’Àfrica són l'escassetat física i econòmica, el ràpid creixement demogràfic i el canvi climàtic. L'escassetat d’aigua és la manca de recursos d’aigua dolça per satisfer la demanda estàndard d’aigua. Tot i que l'Àfrica subsahariana té un subministrament abundant d’aigua de pluja, és estacional i es distribueix de manera desigual, cosa que provoca inundacions i sequeres freqüents. A més, el desenvolupament econòmic prevalent i els problemes de pobresa, sumats al ràpid creixement demogràfic i la migració rural-urbana, han convertit l'Àfrica subsahariana en la regió més pobra i menys desenvolupada del món. Es preveu que l'escassetat d’aigua a l’Àfrica assolirà nivells perillosament alts el 2025. S'estima també que aproximadament dos terços de la població mundial pot patir escassetat d'aigua dolça el 2025.
L'informe de 2012 de l'Organització de les Nacions Unides per a l'Agricultura i l'Alimentació indica que l'escassetat creixent d'aigua és ara un dels principals reptes per al desenvolupament sostenible. Això es deu al fet que un nombre creixent de conques fluvials han assolit condicions d’escassetat d’aigua gràcies a les demandes combinades de l’agricultura i altres sectors. Els efectes de l'escassetat d’aigua a l’Àfrica van des de la salut (que afecta especialment a les dones i els infants) fins a l'educació, la productivitat agrícola, el desenvolupament sostenible i el potencial de més conflictes hídrics.
Per abordar adequadament el tema de l'escassetat d’aigua a l’Àfrica, la Comissió Econòmica de les Nacions Unides per a Àfrica subratlla la necessitat d’invertir en el desenvolupament dels recursos hídrics potencials d’Àfrica per reduir el patiment innecessari, garantir la seguretat alimentària i protegir els guanys econòmics mitjançant la gestió eficaç de les sequeres i les inundacions, i desertització. Alguns dels esforços suggerits i en curs per aconseguir-ho inclouen l’èmfasi en les implementacions i millores infraestructurals de pous, sistemes de captació d’aigües pluvials i dipòsits d’emmagatzematge d’aigua neta.